# Calamaria joloensis
Calamaria joloensis — вид змій родини полозових (Colubridae). Ендемік Філіппін.

## Поширення і екологія
Calamaria joloensis мешкають на островах Холо і Таві-Таві. Вони живуть у вологих тропічних лісах, на висоті до 200 м над рівнем моря.